# Liste des premiers présidents de la Cour des comptes

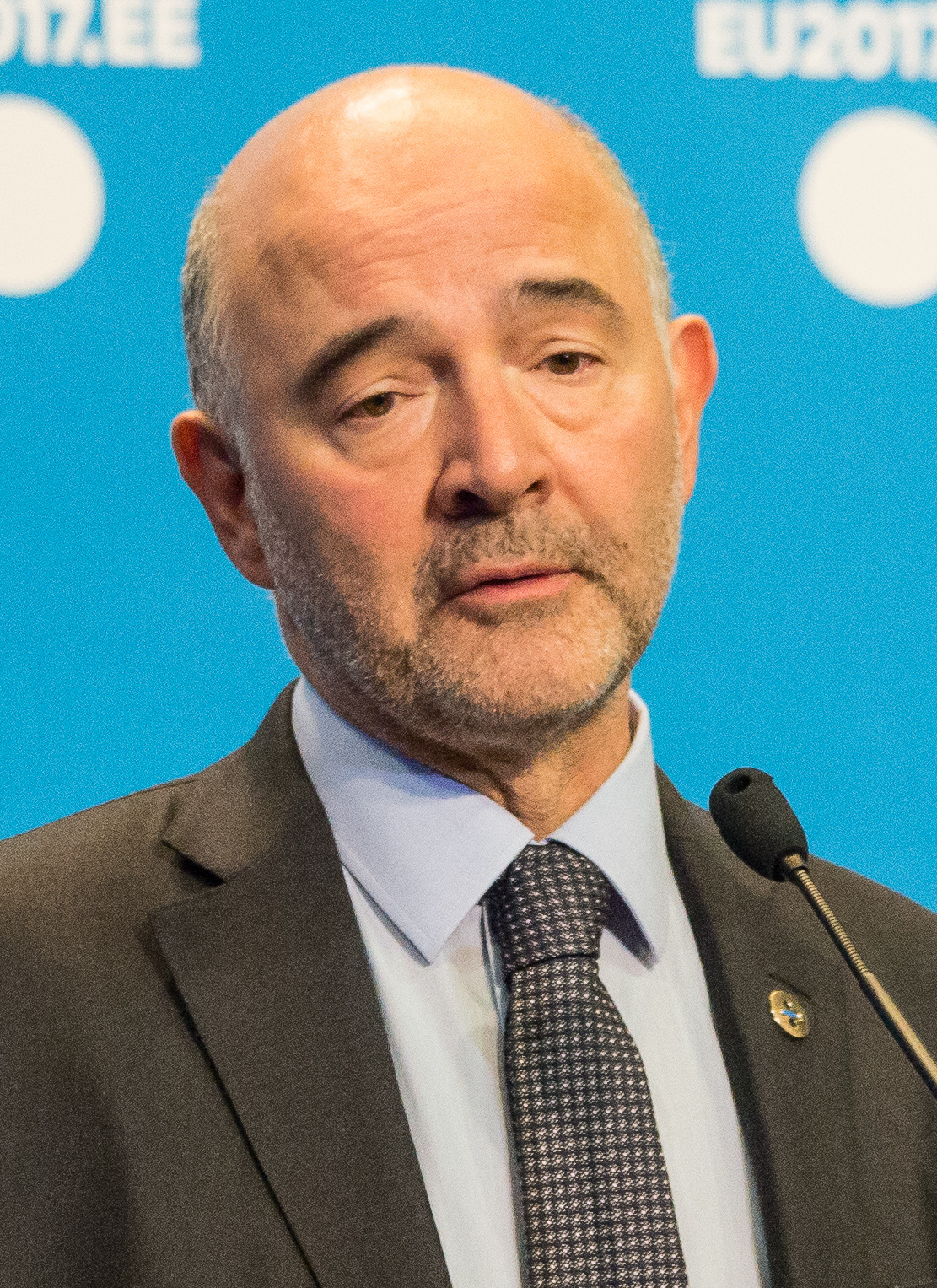
Pierre Moscovici, premier président de la Cour de comptes depuis 2020.

Le premier président de la Cour des comptes est, en France, le plus haut magistrat de la Cour des comptes, assurant sa direction générale.

## Rôle

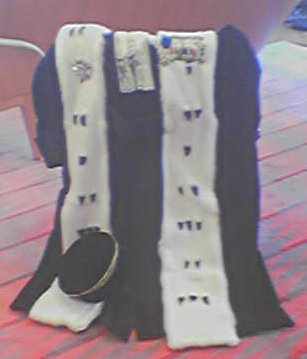
Robe du premier président de la Cour des comptes, en velours noir avec hermine.

Magistrat inamovible, le premier président est nommé par décret pris en Conseil des ministres.
Il définit l'organisation générale des travaux de la Cour des comptes : il répartit les attributions de la Cour entre les sept chambres et arrête le programme prévisionnel des travaux de la Cour.
Il adresse aux ministres et aux présidents des organismes contrôlés les observations délibérées par les chambres, communique au Parlement les rapports qui lui ont été demandés et publie les rapports dont la Cour a décidé la publication.
Les décisions en matière de programme et de publication sont prises après consultation des présidents et du procureur général réunis au sein du comité du rapport public et des programmes.
Pour assurer la direction générale de la Cour des comptes, il consulte la conférence des présidents.
Il dirige les services administratifs de la Cour et assure la gestion des magistrats et personnels de la Cour et des chambres régionales des comptes. Il préside le Conseil supérieur de la Cour des comptes et le Conseil supérieur des chambres régionales des comptes.
Enfin le premier président préside trois « organismes associés » à la Cour mais distincts d'elle, la Cour de discipline budgétaire et financière, le Comité d'enquête sur le coût et le rendement des services publics, le Conseil des prélèvements obligatoires ainsi que d'un organisme indépendant, le Haut Conseil des finances publiques, placé auprès de la Cour des comptes.

## Rémunération
La rémunération mensuelle nette du premier président de la Cour des comptes, comme celle du procureur général, est de l'ordre de 14 500 €, quant à celle des présidents de chambre, elle est d'environ 12 500 €. Les magistrats ne bénéficient pas d'avantages en nature, à l'exception du premier président qui dispose toutefois d'un véhicule de service.

## Liste des premiers présidents
Depuis 1807, la Cour des comptes a été présidée par 37 premiers présidents différents, dont la liste est la suivante,,, :
| Portrait | Premier président                     | Début et fin de mandat                                             | Décret      | Notes |
| -------- | ------------------------------------- | ------------------------------------------------------------------ | ----------- | --- |
|          | François Barbé-Marbois                | 28 septembre 1807 – 24 mars 1815 (7 ans, 5 mois et 24 jours)       |             | François Barbé-Marbois a été le premier à occuper la fonction de premier président de la Cour des comptes, à partir de 1807. |
|          | Jean-Baptiste Collin de Sussy         | 24 mars 1815 – 22 juin 1815 (2 mois et 29 jours)                   | [ Bull 1 ]  | |
|          | François Barbé-Marbois                | 22 juin 1815 – 4 avril 1834 (18 ans, 9 mois et 13 jours)           |             | |
|          | Félix Barthe                          | 4 avril 1834 – 27 mai 1837 (3 ans, 1 mois et 23 jours)             | [ Bull 2 ]  | |
|          | Joseph Jérôme Siméon                  | 27 mai 1837 – 31 mars 1839 (1 an, 10 mois et 4 jours)              | [ Bull 3 ]  | |
|          | Félix Barthe                          | 31 mars 1839 – 1er février 1863 (23 ans, 10 mois et 1 jour)        | [ Bull 4 ]  | |
|          | Ernest de Royer                       | 1er février 1863 – 29 décembre 1877 (14 ans, 10 mois et 28 jours)  | [ Bull 5 ]  | |
|          | Jules Petitjean                       | 29 décembre 1877 – 23 octobre 1880 (2 ans, 9 mois et 24 jours)     | [ JORF 1 ]  | |
|          | Paul Louis Gabriel Bethmont           | 23 octobre 1880 – 15 février 1890 (9 ans, 3 mois et 23 jours)      | [ JORF 2 ]  | |
|          | Gustave Humbert                       | 15 février 1890 – 4 octobre 1894 (4 ans, 7 mois et 19 jours)       | [ JORF 3 ]  | |
|          | Ernest Boulanger                      | 4 octobre 1894 – 27 mars 1900 (5 ans, 5 mois et 23 jours)          | [ JORF 4 ]  | |
|          | Henri Labeyrie                        | 27 mars 1900 – 9 juillet 1901 (1 an, 3 mois et 12 jours)           | [ JORF 5 ]  | |
|          | Félix Renaud                          | 9 juillet 1901 – 9 mars 1907 (5 ans et 8 mois)                     | [ JORF 6 ]  | |
|          | Charles Laurent                       | 9 mars 1907 – 3 juin 1909 (2 ans, 2 mois et 25 jours)              | [ JORF 7 ]  | |
|          | Alfred Hérault                        | 3 juin 1909 – 17 octobre 1912 (3 ans, 4 mois et 14 jours)          | [ JORF 8 ]  | |
|          | Georges Payelle                       | 17 octobre 1912 – 16 mai 1933 (20 ans, 6 mois et 29 jours)         | [ JORF 9 ]  | |
|          | Maurice Bloch                         | 16 mai 1933 – 23 septembre 1933 (4 mois et 7 jours)                | [ JORF 10 ] | |
|          | Maurice Chotard                       | 23 septembre 1933 – 1er septembre 1936 (2 ans, 11 mois et 9 jours) | [ JORF 11 ] | |
|          | Pierre Guinand                        | 1er septembre 1936 – 19 octobre 1937 (1 an, 1 mois et 18 jours)    | [ JORF 12 ] | |
|          | Émile Labeyrie                        | 19 octobre 1937 – 24 août 1940 (2 ans, 10 mois et 5 jours)         | [ JORF 13 ] | |
|          | Jean Drouineau                        | 24 août 1940 – 17 juillet 1945 (4 ans, 10 mois et 23 jours)        | [ JORF 14 ] | |
|          | Édouard Le Conte                      | 17 juillet 1945 – 30 décembre 1947 (2 ans, 5 mois et 13 jours)     | [ JORF 15 ] | |
|          | Pierre Brin                           | 30 décembre 1947 – 25 septembre 1952 (4 ans, 8 mois et 26 jours)   | [ JORF 16 ] | |
|          | Édouard Parent                        | 25 septembre 1952 – 2 février 1955 (2 ans, 4 mois et 8 jours)      | [ JORF 17 ] | |
|          | Roger Léonard                         | 2 février 1955 – 27 août 1969 (14 ans, 6 mois et 25 jours)         | [ JORF 18 ] | |
|          | André d'Estresse de Lanzac de Laborie | 27 août 1969 – 19 janvier 1970 (4 mois et 23 jours)                | [ JORF 19 ] | |
|          | Lucien Paye                           | 19 janvier 1970 – 20 juin 1972 (2 ans, 5 mois et 1 jour)           | [ JORF 20 ] | |
|          | Désiré Arnaud                         | 20 juin 1972 – 9 mars 1978 (5 ans, 8 mois et 17 jours)             | [ JORF 21 ] | |
|          | Bernard Beck                          | 9 mars 1978 – 14 octobre 1982 (4 ans, 7 mois et 5 jours)           | [ JORF 22 ] | |
|          | Jean Rosenwald                        | 14 octobre 1982 – 7 décembre 1983 (1 an, 1 mois et 23 jours)       | [ JORF 23 ] | |
|          | André Chandernagor                    | 7 décembre 1983 – 8 octobre 1990 (6 ans, 10 mois et 1 jour)        | [ JORF 24 ] | |
|          | Pierre Arpaillange                    | 8 octobre 1990 – 10 mars 1993 (2 ans, 5 mois et 2 jours)           | [ JORF 25 ] | |
|          | Pierre Joxe                           | 10 mars 1993 – 8 mars 2001 (7 ans, 11 mois et 26 jours)            | [ JORF 26 ] | |
|          | François Logerot                      | 8 mars 2001 – 21 juillet 2004 (3 ans, 4 mois et 13 jours)          | [ JORF 27 ] | |
|          | Philippe Séguin                       | 21 juillet 2004 – 7 janvier 2010 (5 ans, 5 mois et 17 jours)       | [ JORF 28 ] | |
|          | Alain Pichon                          | 7 janvier 2010 – 23 février 2010 (1 mois et 16 jours)              |             | Doyen des présidents de chambres, assure l'intérim après le décès de Philippe Séguin.                                        |
|          | Didier Migaud                         | 23 février 2010 – 29 janvier 2020 (9 ans, 11 mois et 6 jours)      | [ JORF 29 ] | |
|          | Sophie Moati (d)                      | 29 janvier 2020 – 3 juin 2020 (4 mois et 5 jours)                  |             | Doyenne des présidents de chambres, assure l'intérim après la nomination de Didier Migaud à la présidence de la HATVP.       |
|          | Pierre Moscovici                      | En fonction depuis le 3 juin 2020 (4 ans, 9 mois et 11 jours)      | [ JORF 30 ] | |

Ernest Roy sera nommé, à titre exceptionnel, premier président honoraire de la Cour des comptes en 1893.

## Source
- Texte du site de la Cour des comptes (reproduction du contenu autorisée)